# Lamprophis fuscus
Lamprophis fuscus är en ormart som beskrevs av Boulenger 1893. Lamprophis fuscus ingår i släktet Lamprophis och familjen snokar. Inga underarter finns listade i Catalogue of Life.
Arten förekommer i södra och östra Sydafrika samt i Swaziland. Kanske når den fram till Lesotho och Moçambique. Habitatet utgörs av gräsmarker och av landskapet fynbos. Individerna vilar ofta i termitstackar. Honor lägger ägg.
Utbredningsområdets omvandling till jordbruksmark och samhällen är ett hot mot beståndet. Den negativa påverkan anses vara måttlig. IUCN kategoriserar arten globalt som livskraftig.